# Saiichi Maruya
Saiichi Maruya (丸谷 才一 Maruya Saiichi?, 27 de agosto de 1925 - 13 de octubre de 2012) fue un escritor y crítico literario japonés.

## Biografía
Maruya, cuyo verdadero nombre era Saiichi Nemura, había nacido en la ciudad de Tsuruoka, Yamagata Prefecture el 27 de agosto de 1925. Su padre era médico, y al parecer lo suficientemente rico como para tener una biblioteca personal grande, que había agudizado el apetito literario de Maruya.
Maruya murió de insuficiencia cardíaca el 13 de octubre de 2012.

## Premios
En 1968 ganó el Premio Maruya Akutagawa por Toshi No nokori (年 の 残 り, el resto del año). En 1972 publicó Tatta Hitori No Hanran (た っ た ひ と り の 反 乱, Rebelión Singular), una de sus mejores obras, por la que obtuvo el Premio Tanizaki. También ha recibido el Premio Kawabata, el Premio Kan Kikuchi al Mérito Cultural y el Premio Literario Noma (1985), y, finalmente, la Orden de la Cultura, otorgado en 2011 por el Emperador de Japón.

## Obras y traducciones selectas
- Singular Rebellion. trans. Dennis Keene. Kodansha America. 1986. ISBN 978-0870117633.
- Rain in the Wind: Four Stories. trans. Dennis Keene. Kodansha America. 1990. ISBN 978-0870119408.
- A Mature Woman. trans. Dennis Keene. Kodansha International. 1995. ISBN 978-4770018649.
- Grass For My Pillow. trans. Dennis Keene. Columbia University Press. 2002. ISBN 978-0231126588.